# Robert Sadin
Robert Sadin est un chef d'orchestre, producteur de musique, arrangeur, et directeur musical américain. En possession d'une très large culture musicale, il est présent dans le monde de la musique classique, médiévale, contemporaine, autant que dans celui du jazz. Il est également enseignant universitaire, et conseil artistique auprès de grands orchestres et labels. Son œuvre enregistrée a été récompensée trois fois par des Grammy Awards.

## Producteur et arrangeur
Robert Sadin a produit et arrangé l'album Gershwin's World de Herbie Hancock (avec Stevie Wonder, Joni Mitchell, Kathleen Battle, et l'Orpheus Chamber Orchestra), qui a remporté trois Grammy Award en 1999.
Il a produit et arrangé les albums d'autres musiciens de jazz (Wayne Shorter, Jacques Schwarz-Bart, Lionel Loueke, Fleurine, Marcus Roberts), de variétés (Sting), de musique classique (Kathleen Battle, Boys Choir of Harlem (en), Plácido Domingo, Shin Youngok (en)), et même de rap (Busta Rhymes).
Son album Art of Love, est une réinterprétation de la musique de Guillaume de Machaut (1300 - 1377), avec parmi les musiciens Mark Feldman, Hassan Hakmoun, John Ellis, Lionel Loueke, Brad Mehldau, Milton Nascimento.

## Chef d'orchestre

### Œuvres de jazz
Robert Sadin a dirigé les concerts pour piano et orchestre de Herbie Hancock avec l'Orchestre symphonique de Londres, l'Orchestre symphonique de Chicago, les orchestres philharmoniques de Los Angeles, et de Buffalo, l'Orchestre symphonique Giuseppe-Verdi de Milan, le Virginia Symphony Orchestra (en), le Delaware Symphony Orchestra (en), et le Columbus Symphony (en).
Il a dirigé les concerts de Wayne Shorter and Orchestra donnés à Carnegie Hall et en tournée, avec le Jazz at Lincoln Center Orchestra, l'Orchestre national de Porto, l'Orchestre symphonique de Détroit, et l'école de musique Thornton (en), ainsi que le concert Take 6 and Friends à Carnegie Hall (avec Stevie Wonder, james Taylor, BeBe (en) et CeCe Winans, Patti Austin, et Branford Marsalis).
En 1999, Robert Sadin est directeur artistique du festival Jazz em agosto à Porto, et y dirige les œuvres de Miles Davis et Gil Evans Sketches of Spain et Porgy and Bess.
Il a dirigé l'orchestre du Jazz at Lincoln Center pour le spectacle Music of Mingus, Ellington, Monk (avec Itzhak Perlman, Wynton Marsalis et Joshua Redman), et pour la pièce de Duke Ellington The Tattooed Bride.
Avec le Philharmonique de Brooklyn, il a accompagné le guitariste brésilien Milton Nascimento en tournée.

### Œuvres classiques et contemporaines
Robert Sadin a dirigé l'orchestre du New York City Ballet lors de plusieurs représentations au David H. Koch Theater de New York et au Saratoga Performing Arts Center (en).
Avec le Composer's Ensemble de l'université de Princeton, il a dirigé des concerts de musique médiévale et classique, ainsi que des créations contemporaines de Milton Babbitt, Claudio Spies et Shulamit Ran.
À l'université de Cincinnati, il dirige tous les concerts symphoniques et la plupart des opéras (dont la première représentation aux États-Unis de l'œuvre de Schönberg Moses und Aron), ainsi qu'un ensemble de musique contemporaine. Il a dirigé de nombreux autres orchestres, notamment l'Orchestre philharmonique de Saint-Pétersbourg (Russie) et l'Orchestre de chambre de Saint-Paul (Minnesota).
Il a produit et dirigé Classical Savion, un spectacle de danse contemporaine avec le danseur et chorégraphe Savion Glover et un orchestre de chambre, sur des airs de danse de Bach, Vivaldi, Astor Piazzolla, Mendelssohn et Bartók.

## Enseignant et conseil artistique
Robert Sadin est conseiller musical auprès de l'Orchestre philharmonique de New York, et l'Orpheus Chamber Orchestra, ainsi que pour les labels Philips Records et Deutsche Grammophon chez Universal, et Sony Classical.
Il a enseigné pendant six ans au département de musique de l'université de Princeton, après avoir été Directeur musical au conservatoire de musique de l'université de Cincinnati. Il enseigne aujourd'hui à la prestigieuse New School for Jazz and Contemporary Music (en) à Greenwich Village.

## Discographie
- 2010 : Art of Love: Music of Machaut, Deutsche Grammophon
- 2009 : Sting, If on A Winter's Night, Deutsche Grammophon
- 2008 : Shin Youngok & Music Aeterna Orchestra, Cinématique, Universal
- 2007 : Lionel Loueke, Virgin Forest, ObliqSound Records
- 2007 : Jacques Schwarz-Bart, Soné Ka-La, Decca
- 2005 : Fleurine, Fire, Coast to Coast
- 2003 : Wayne Shorter, Alegria, Verve Records. Grammy Award du Meilleur album de jazz instrumental.
- 2003 : William Albright, The Symphonic Jazz Of James P. Johnson, Music Masters
- 1999 : Wynton Marsalis et l'Orchestre de l'église Saint-Luc, Listen to the Storyteller: A Trio of Musical Tales from Around the World, Sony Classical
- 1998 : Herbie Hancock, Gershwin's World, Verve Records. Grammy Award de la Meilleure orchestration d'un accompagnement vocal pour le titre St Louis Blues,
- 1997 : Wynton Marsalis & The Lincoln Center Jazz Orchestra, Jump Start and Jazz: Two Ballets by Wynton Marsalis, Sony Classical
- 1995 : Kathleen Battle, So Many Stars, Sony
- 1995 : Marcus Roberts & The St Luke's Orchestra, Portraits in Blue, Sony Classical
- 1990 : Boys Choir of Harlem, Handel's Messiah: A Soulful Celebration (en), Reprise Records. GMA Dove Award du Meilleur album de gospel contemporain en 1991.